# Marjorie Sonnenschein
Marjorie Sonnenschein (Fortaleza, 26 de maio de 1944 - São Paulo, 20 de setembro de 2019) foi uma artista e fotógrafa brasileira.
Já fotografou na América Latina, na Europa e nos Estados Unidos, bem como em todo o Brasil. Os principais destaques de sua produção como fotógrafa se referem à documentação da cena cultural brasileira desde os anos 70, retratos de personalidades, fotografia de arquitetura e viagem, além dos projetos temáticos "Os Faróis da Costa Brasileira", a série "Minha Janela" e imagens abstratas. Sua produção dialoga com grandes mestres da pintura e da fotografia, como Ansel Adams, Georgia O'Keefe e Mark Rothko.
Desenvolveu o conceito de "Imagem-terapia", uma abordagem fotográfica, criada pela artista, que valoriza a beleza de cada indivíduo ou objeto clicado.
Possui um arquivo de aproximadamente dez mil imagens (em preto-e-branco e em cores). Uma centena de seus trabalhos integra o acervo permanente do Instituto Moreira Salles. Colaborou também com o editor Massao Ohno em várias capas de livros e fotos de autores.
Cursou cinema na Escola de Comunicações e Artes da Universidade de São Paulo (USP), onde estudou com Paulo Emílio Salles Gomes e outros grandes nomes do cinema brasileiro. Produziu e dirigiu o curta-metragem "O Castelo do Morro dos Ingleses" (10 min.), uma adaptação livre do conto "Casa Tomada" de Julio Cortázar, que integra o acervo permanente da Cinemateca Brasileira. Trabalhou na Lynxfilm com Ruy Perotti e Daniel Messias.
Iniciou sua carreira dedicando-se à pintura, no ateliê de Gershon Knispel. Estudou desenho na Associação Paulista de Belas Artes. Foi ilustradora do jornal O Estado de S. Paulo, da Revista Planeta e de outras publicações. Trabalhou ainda na revista Claudia, como assistente de Edmar Salles, diretor de arte da publicação.